# Вовнарг
Вовнарг (фр. Vauvenargues) — коммуна на юго-востоке Франции в регионе Прованс — Альпы — Лазурный Берег, департамент Буш-дю-Рон, округ Экс-ан-Прованс, кантон Тре.
Площадь коммуны — 54,31 км², население — 896 человек (2006) с выраженной тенденцией к росту: 1034 человека (2012), плотность населения — 19,0 чел/км².

## Население
Население коммуны в 2011 году составляло 1027 человек, а в 2012 году — 1034 человека.
| 1962 | 1968 | 1975 | 1982 | 1990 | 1999 | 2006 | 2011 | 2012 |
| ---- | ---- | ---- | ---- | ---- | ---- | ---- | ---- | ---- |
| 177  | 271  | 412  | 585  | 674  | 729  | 896  | 1027 | 1034 |

Динамика населения:

## Экономика
В 2010 году из 630 человек трудоспособного возраста (от 15 до 64 лет) 469 были экономически активными, 161 — неактивными (показатель активности 74,4 %, в 1999 году — 69,8 %). Из 469 активных трудоспособных жителей работали 415 человек (218 мужчин и 197 женщин), 54 числились безработными (27 мужчин и 27 женщин). Среди 161 трудоспособных неактивных граждан 64 были учениками либо студентами, 47 — пенсионерами, а ещё 50 — были неактивны в силу других причин.
На протяжении 2010 года в коммуне числилось 373 облагаемых налогом домохозяйства, в которых проживало 916,0 человек. При этом медиана доходов составила 24 тысячи 764 евро на одного налогоплательщика.